# Thomas Seitz (Politiker)

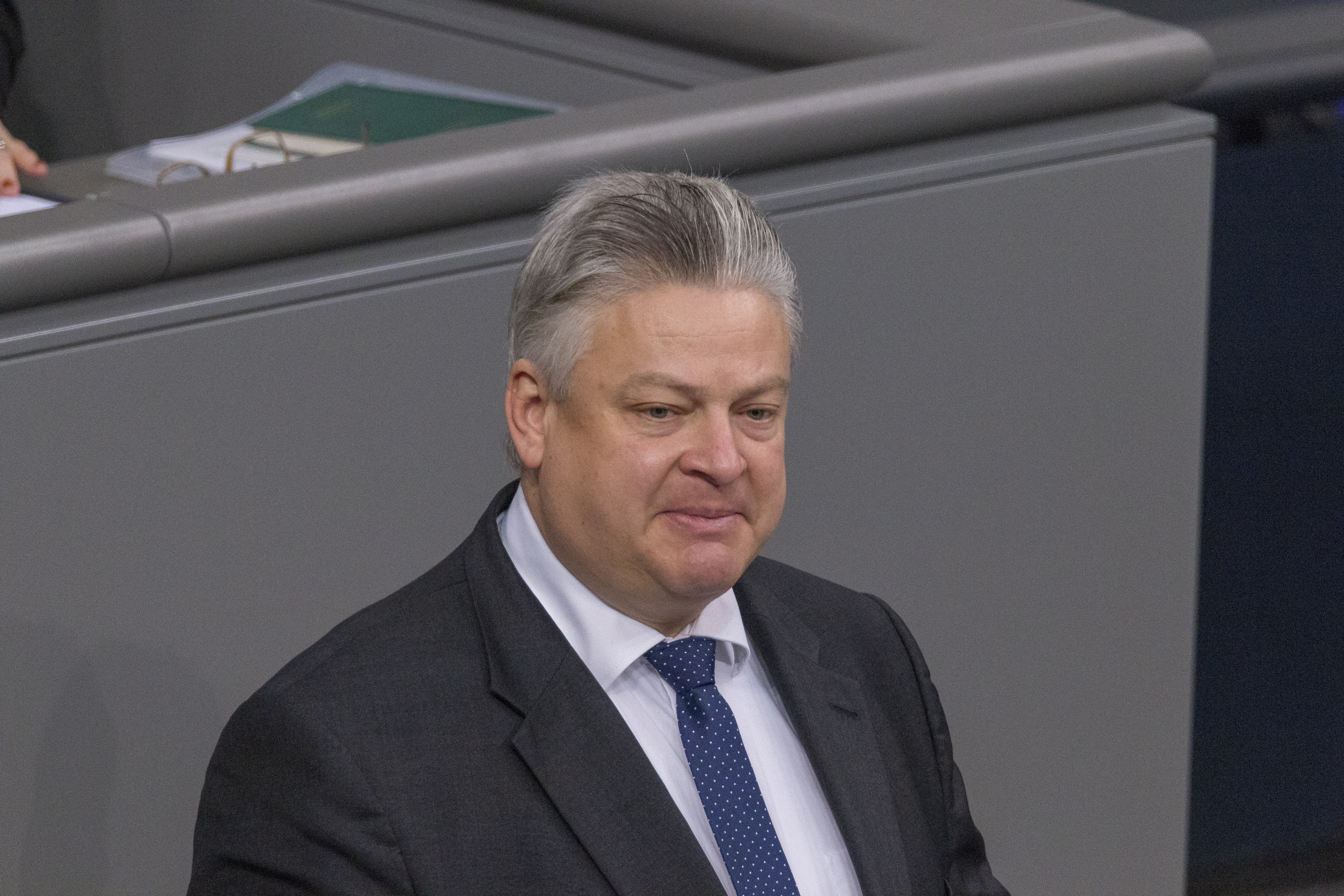
Thomas Seitz (2020)

Thomas Michael Konrad Seitz (* 8. Oktober 1967 in Ettenheim) ist ein deutscher Jurist und Politiker (parteilos, zuvor AfD). Von Oktober 2017 bis 2025 war er Mitglied des Deutschen Bundestages. Von Beginn der 20. Legislaturperiode bis zu seinem Austritt aus der AfD im März 2024 war er rechtspolitischer Sprecher der AfD-Fraktion im Bundestag. Sein früherer Beamtenstatus als Staatsanwalt wurde ihm unter anderem wegen als rassistisch bewerteten Äußerungen 2021 zweitinstanzlich aberkannt, wogegen er nicht weiter vorgehen wollte.

## Leben
Seitz wuchs in Lahr/Schwarzwald auf. Nach seinem Abitur studierte er Jura in Freiburg und Lausanne. Sein Referendariat absolvierte er am Landgericht Offenburg. Von 2008 bis zu seiner Wahl in den Bundestag arbeitete Seitz in Freiburg im Breisgau als Staatsanwalt im Bereich Verkehrsrecht.
Seitz ist in zweiter Ehe verheiratet mit der Betriebswirtin Rosa-Maria Reiter, die von Dezember 2016 bis Juli 2018 auf Vorschlag der baden-württembergischen AfD-Fraktion Laienrichterin am Verfassungsgerichtshof für das Land Baden-Württemberg war. Er lebt in Lahr und ist Vater von zwei um die Jahrtausendwende geborenen Kindern aus erster Ehe.

## Politische Karriere
Im Jahr 2011 war er für zehn Monate Mitglied der rechten Kleinpartei Die Freiheit. Im Frühjahr 2013 trat er in die AfD ein und war von 2015 bis 2017 Mitglied des Bundesschiedsgerichts der Partei. 2016 kandidierte Seitz zunächst erfolglos bei der baden-württembergischen Landtagswahl und wurde dann bei der Bundestagswahl 2017 über Platz 5 der Landesliste der AfD Baden-Württemberg im  Bundestagswahlkreis Emmendingen – Lahr  in den 19. Bundestag gewählt (erzielter Erststimmenanteil: 10,8 Prozent).

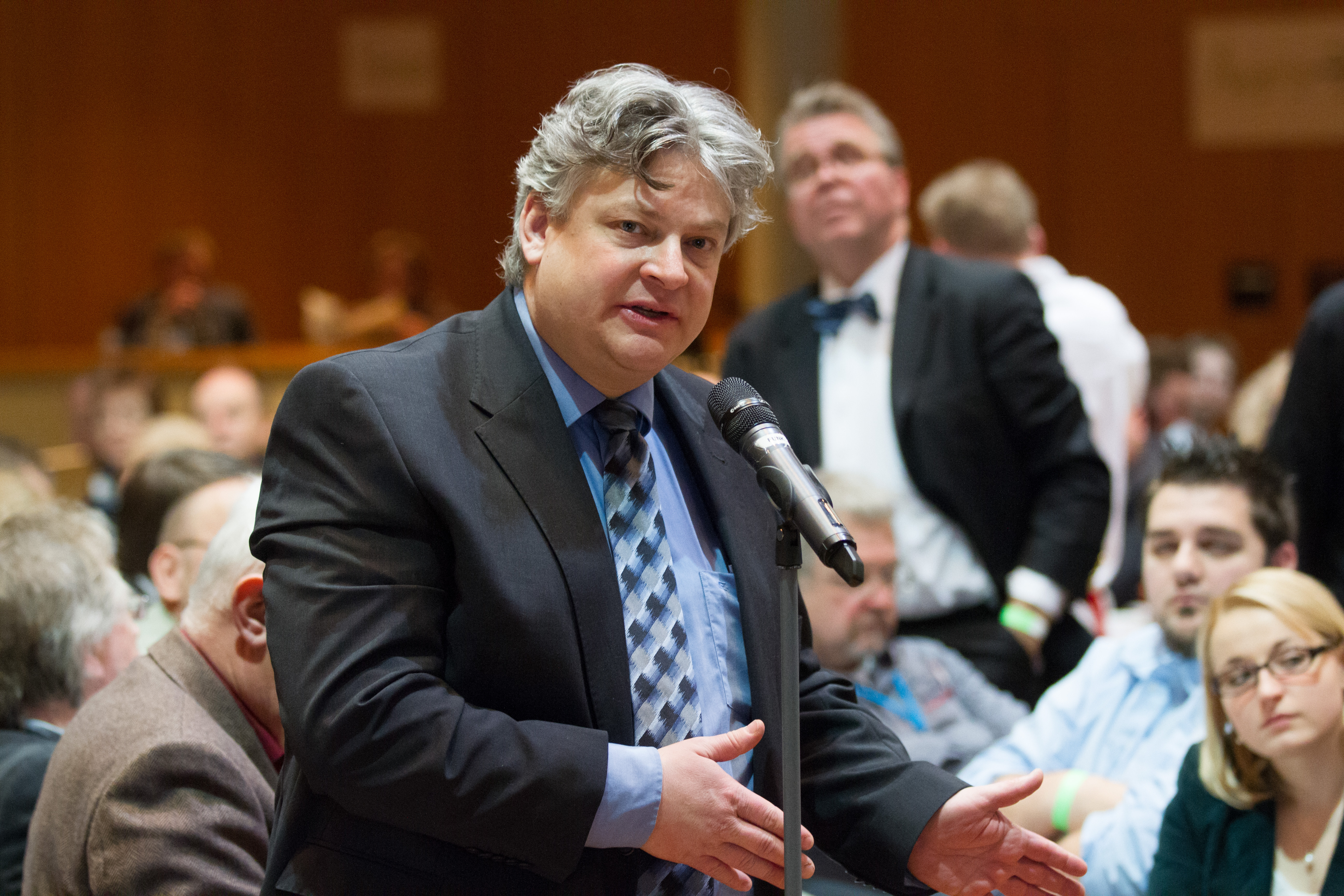
Thomas Seitz auf dem Landesparteitag der AfD Baden-Württemberg 2015

Am 26. Mai 2019 wurde er in den Kreistag des Ortenaukreises gewählt und war dort stellvertretender Vorsitzender der AfD-Fraktion.
Bei der Bundestagswahl 2021 erlangte Seitz mit 8,6 Prozent Erststimmenanteil im Bundestagswahlkreis Emmendingen – Lahr als Listenkandidat auf Platz 9 den Wiedereinzug in den Bundestag.
2023 wurde er, wie bereits 2017, für zwei Jahre als Vertreter seines Landesverbandes in den Konvent der AfD gewählt.
Mit Wirkung vom 31. März 2024 verließ Seitz die AfD und die AfD-Bundestagsfraktion. Er begründet dies ausdrücklich nicht mit einem Rechtsruck der Partei, sondern mit einem System der Günstlingswirtschaft, das laut Seitz auf dem AfD-Landesparteitag in Baden-Württemberg vom 24./25. Februar 2024 offenbar geworden sei. Von Beginn der 20. Legislaturperiode bis zu seinem Austritt aus der AfD im März 2024 war er rechtspolitischer Sprecher der AfD-Fraktion im Bundestag.

## Politische Positionen und öffentliche Wahrnehmung
Seitz wurde 2017 dem völkischen Flügel der AfD zugerechnet. Er agitierte gegen den Islam und kritisierte die christlichen Kirchen für „geistige Brandstiftung“. Bekannt wurde er während der Wahlkämpfe 2016 und 2017 durch Äußerungen auf seiner Facebook-Seite, in denen er von „erbärmlichen Systemlinge[n] in den Altparteien“ schrieb und die Politik von Bundeskanzlerin Angela Merkel als „Auftakt zur Vernichtung des Deutschen Volkes“ bezeichnete. In weiteren Facebook-Posts nannte er Flüchtlinge „Migrassoren“ und den Propheten Mohammed einen „sadistischen Blutsäufer und Kinderschänder“. Seitz sprach sich mehrfach dafür aus, mittlerweile als rassistisch betrachtete Begriffe wie „Neger“ weiterhin zu verwenden. So bezeichnete er den ehemaligen US-Präsidenten Barack Obama als „Quotenneger“. Eines seiner damaligen Postings zeigte einen in einer Toilette liegenden Koran.
Laut Badischer Zeitung beschäftigten sich seine Vorgesetzten ab Ende 2014 mit seiner politischen Tätigkeit. Unter anderem habe sich der Petitionsausschuss des baden-württembergischen Landtages eingeschaltet, weil Zweifel an der Verfassungstreue des Staatsanwaltes Seitz aufgekommen waren. Dabei geriet auch seine Mitgliedschaft bei der Freiheit in den Blick. Da Seitz kein Amt in dieser Partei bekleidet hatte, wurde die Angelegenheit nicht weiter verfolgt.
2016 leitete die Freiburger Staatsanwaltschaft wegen die demokratischen Verhältnisse herabwürdigender Äußerungen ein Disziplinarverfahren gegen Seitz ein. Das Justizministerium Baden-Württemberg übernahm den Fall Ende 2016 und reichte eine Disziplinarklage gegen Seitz beim Landgericht Karlsruhe ein. Eine Gruppe von 23 Rechtsanwälten beschwerte sich brieflich über Staatsanwalt Seitz. Angesichts Seitz’ abfälliger Kommentare zum Islam müssten Mandanten mit Migrationshintergrund befürchten, dass Seitz ihnen „nicht unvoreingenommen entgegentritt“.
Als Ziele seiner politischen Arbeit nannte Seitz vor seiner erfolglosen Landtagskandidatur 2016 die Abschaffung des Rundfunkbeitrages, einen „Ausstieg aus der Haftungs-, Schulden- und Transfergemeinschaft der EU“, „Erhalt und Stärkung“ der Gymnasien, eine „Verstärkung der Polizei“ und eine „Ausschöpfung des Strafrahmens“.
Im April 2018 bezeichnete Seitz während eines Vortrags vor sechzig Zuhörern in Offenburg das Netzwerkdurchsetzungsgesetz als „Einführung einer Zensur durch die Hintertür“ und kündigte an, die AfD werde, sobald sie in einem Bundesland an die Regierung käme, den Rundfunkstaatsvertrag kündigen. Für die Motive der nach Deutschland kommenden Flüchtlinge äußerte er zwar Verständnis, bezeichnete die Zuwanderung aber auch als gezielte politische Aktion der „Altparteien“, „um sich ein neues Volk zu schaffen“.
Kurz nach dem Einzug der AfD in den Bundestag löste Seitz im Dezember 2017 die sogenannte „Schnittchen-Affäre“ aus, als er dem Fraktionsgeschäftsführer Hans-Joachim Berg Geldverschwendung und Unfähigkeit vorwarf.
Im Juni 2018 nutzte Seitz seine Redezeit in einer Geschäftsordnungsdebatte im Bundestag zu einer nicht abgesprochenen Schweigeminute für die von einem irakischen Asylbewerber vergewaltigte und ermordete Mainzer Schülerin Susanna F. Dies trug ihm aus den anderen Bundestagsfraktionen den Vorwurf der politischen Instrumentalisierung des Verbrechens ein. Bundestagspräsident Wolfgang Schäuble erteilte Seitz eine Rüge, da seine Aktion ohne Zustimmung des Parlamentspräsidiums erfolgt war.
Seitz beschäftigte 2018 laut einer Analyse von Zeit Online Mitarbeiter mit militaristischer Gesinnung. Laut einem Zeitungsbericht nannten sich seine Mitarbeiter selbst Brigade Seitz und hatten hierzu eine entsprechende Facebook-Seite eingerichtet. Die Mitarbeiter gaben dort an, Gewalt abzulehnen, „soweit es sich nicht um Notwehr, Nothilfe, legale Vollzugsmaßnahmen, den Kampf zwischen Kombattanten im Einklang mit dem Humanitären Völkerrecht oder Widerstand im Sinne des Artikel 20 Absatz 4 Grundgesetz handelt“. Seitz wurde von ihnen als ihr „Kommandeur“ bezeichnet. Mitte März 2024 kritisierte Seitz die aus seiner Sicht unzureichenden Bewaffnungsmöglichkeiten für die Mitarbeiter auf dem täglichen Weg zum Parlament, weil eine legale Möglichkeit fehle, die Waffen an den Arbeitsplatz im Bundestag mitzubringen, um sie während der Arbeitszeit sicher zu verwahren.

### Zwischenruf zum „Mahnmal der Schande“
Am 23. Februar 2018 kritisierte der Abgeordnete Konstantin von Notz während einer Bundestagsdebatte, dass AfD-Abgeordnete vom „Schuldkult, von einer Erinnerungsdiktatur, von einem Mahnmal der Schande“ sprächen. Seitz quittierte dies mit dem Zwischenruf Richtig! Bundestagsvizepräsident Wolfgang Kubicki, der den Zwischenruf auf das Denkmal für die ermordeten Juden Europas und eine umstrittene Rede Björn Höckes bezog, erteilte Seitz für die Äußerung umgehend einen Ordnungsruf.
Gegen diesen Ordnungsruf legte Seitz mit einem dreiseitigen Schreiben an Bundestagspräsident Wolfgang Schäuble Einspruch ein. Sein Zwischenruf sei nicht eindeutig gewesen und müsse nicht zwangsläufig eine Bezeichnung des Denkmals der ermordeten Juden Europas als Mahnmal der Schande bedeuten. Zum einen könne sein Ausruf auch als Zustimmung zur Rede von Notz’ oder dazu zu deuten sein, dass von Notz Höcke korrekt zitiert habe. Zum anderen habe von Notz nicht explizit vom Denkmal für die ermordeten Juden Europas gesprochen. Seitz führte aus: „Es ist für jeden Demokraten hierbei so fernliegend, das Gedenken an die jüdischen Opfer als schandhaft anzusehen, dass jede derartige Unterstellung als infam, bösartig und undemokratisch bezeichnet werden muss“. Weil sich somit der Gehalt von Seitz’ Äußerung nicht erweisen ließ, musste Kubicki den Ordnungsruf zurücknehmen. Kubicki wies allerdings darauf hin, dass Seitz in seinem Einspruch die Rede Höckes „in zutreffender Weise charakterisiert“ habe.

### Entlassung aus dem Beamtenstatus
Das baden-württembergische Justizministerium reichte 2018 aufgrund rassistischer Äußerungen und mangelnder Neutralität vor dem Richterdienstgericht des Landgerichts Karlsruhe eine Klage ein. Ziel war die Entfernung Seitz’ aus dem Beamtenverhältnis. In der mündlichen Verhandlung folgte das Gericht der Argumentation des Justizministeriums und stellte fest, dass Begriffe und Bilder, die Seitz verwendet hatte, die Pflicht zur politischen Mäßigung, Neutralität, Unparteilichkeit und Verfassungstreue verletzten, der ein Beamter unterliegt. Unter anderem habe dieser auf seiner Facebookseite die Begriffe „Invasion“, „Gesinnungsjustiz“, „Quotenneger“ und „Migrassoren“ benutzt.
Seitz habe überdies Amt und politischen Meinungskampf vermengt, da er auf zwei von ihm im Wahlkampf verwendeten Fotos anhand einer über den Arm gelegten Robe, einer weißen Krawatte und einer Gesetzessammlung als Angehöriger der Strafjustiz zu erkennen gewesen sei. Einen vergleichbaren Fall gab es zuvor nicht; beide Seiten kündigten an, nach dem Urteil in die nächste Instanz zu gehen. Im September 2018 entschied das Gericht, Seitz aus dem Dienst zu entfernen. Im Juni 2021 wurde die Entlassung vom Dienstgerichtshof für Richter am Oberlandesgericht Stuttgart bestätigt.
Gleichzeitig wurde ihm mit dem Urteil auch die Befähigung zum Richteramt für die Dauer von acht Jahren abgesprochen, wodurch in dieser Zeit auch keine Zulassung als selbständiger Rechtsanwalt möglich ist.

### Äußerungen zur Wiedereinführung der Todesstrafe
In einem Beitrag in den sozialen Medien schrieb Seitz am 29. Dezember 2018, dass „eine Änderung von Art. 102 GG kein Tabu sein“ dürfe. Er kommentierte damit einen Artikel der Online-Ausgabe der Welt, der davon berichtete, dass ein abgeschobener Kameruner wieder in Deutschland sei und erneut Asyl beantragt habe, was keinen Gesetzesverstoß darstellt. Seitz schrieb in diesem Zusammenhang: „Für solche Fälle braucht es einer [sic!] wirksamen Abschreckung“. Artikel 102 des Grundgesetzes legt fest, dass in Deutschland die Todesstrafe abgeschafft ist. Einen Tag später relativierte er seinen Beitrag auf Facebook und bezeichnete ihn als „bewusste und gezielte Provokation“.

### Positionierung zur COVID-19-Pandemie
Seitz ist für seine ablehnende Haltung bezüglich Schutzmasken als Präventionsmittel bekannt. Unter anderem behauptete er: „Die Krankheit COVID-19 gibt es in Statistiken, aber nicht in der Realität.“
Im November 2020 benutzte Seitz im Bundestag eine netzartige Maske. Nachdem Bundestagsvizepräsidentin Claudia Roth ihn darauf angesprochen und ihm eine FFP2-Maske gereicht hatte, lehnte Seitz diese mit der Begründung ab, sie sei kontaminiert, da Roth sie in der Hand gehalten habe. Roth überreichte ihm schließlich mit Hilfe eines Stiftes eine andere Maske, woraufhin Seitz fragte, ob er „mit dem Maulkorb … jetzt das Pult verlassen“ dürfe. Roth drohte ihm daraufhin mit einem Ordnungsruf. Bereits zuvor hatte er Masken als „Burka für alle“ bezeichnet.
Die Lahrer Zeitung meldete am 16. Dezember 2020, dass Seitz positiv auf COVID-19 getestet wurde und im Klinikum in Lahr medizinisch betreut werden müsse. Auf Nachforschungen der Zeitung reagierte sein Büro zurückhaltend und teilte mit, Seitz habe sich „eine Grippe“ eingefangen. Während eines vierwöchigen Aufenthalts auf der Intensivstation schwebte Seitz längere Zeit in Lebensgefahr. Er kämpfte auch noch Wochen nach der Entlassung aus dem Krankenhaus mit Folgen der Erkrankung wie Muskelschwund, war weiterhin auf ein mobiles Beatmungsgerät angewiesen, da seine Sauerstoffsättigung nach eigenen Angaben bereits nach fünf Metern Gehen stark zurück ginge, und er benötigte Reha-Maßnahmen.
Dennoch äußerte er sich weiterhin kritisch zu den COVID-19-Maßnahmen der Regierung, die er als „unangemessen, kontraproduktiv, plan- und ziellos“ bezeichnete. Er behauptete z. B. im Januar 2021 weiter, dass „bislang keine pandemische Lage vorliegt“ und dass deshalb die staatlichen Coronaschutzmaßnahmen unangemessen seien. Gleichzeitig erklärte er, er habe „nie [...] die Gefährlichkeit der Covid-19-Erkrankung in Abrede gestellt“. Ende Januar erklärte er mit den Worten „Generell gilt: Wir haben keine Pandemie.“ erneut, dass es keine Pandemie gebe. Stattdessen sei das Risiko, schwer an COVID-19 zu erkranken oder daran zu sterben, sehr ungleich verteilt und „Folge des allgemeinen Lebensrisikos“. Zudem lehnte er weiterhin die Maskenpflicht ab, verteidigte seine löchrige Maske im Bundestag und sprach sich für eine sofortige Beendigung des Lockdowns aus.
Im Oktober 2021 war Seitz einer von 22 AfD-Abgeordneten, die sich bei der konstituierenden Sitzung des Bundestages weigerten, sich an die dort geltende 3G-Regel zu halten (also einen Nachweis zu erbringen, dass sie geimpft, genesen oder getestet waren), und deshalb statt im Plenarsaal auf der Tribüne des Bundestags Platz nehmen mussten.